# シネマコンシェル
『シネマコンシェル』は、関西テレビ放送で2018年4月7日から毎週土曜日に放送されている映画情報番組シリーズ。
番組タイトルの『コンシェル』とは、シネマコンプレックスとコンシェルジュ（案内役）を合わせた造語で、新作映画の見所や公開情報を紹介する番組であることに由来する。関西テレビに新卒扱いで採用された女性アナウンサー（谷元星奈→舘山聖奈）を、正式入社の直後から「コンシェルジュ」に起用していることが特徴。放送上は冠番組扱いで、『（担当アナウンサーの氏名）のシネマコンシェル』というタイトルを用いている。

## 概要
2018年4月1日に関西テレビへ入社した谷元星奈アナウンサーの冠レギュラー番組『谷元星奈のシネマコンシェル』（たにもとせいなのシネマコンシェル）として、入社日から6日後の同月7日に放送を開始。新卒扱いで同局に入社したアナウンサーが、入社と同時にレギュラーで冠番組を担当することは初めてであった。
谷元は、映画鑑賞の初心者ならではの視点で、新作映画の見所を解説。紹介する映画を撮影した監督や、メインキャストへのインタビューも任されていた。しかし、関西テレビでは2020年に、女性のアナウンサーとしては谷元以来2年振りに舘山聖奈を採用。谷元と同様に、正式な入社の前に放送される番組へ出演させるほか、入社と同時にレギュラーで冠番組を任せる方針を立てた。この方針に沿って、谷元の冠番組としては、舘山の入社4日前（3月28日）に放送を終了。舘山の入社4日目（4月4日）からは、『舘山聖奈のシネマコンシェル』（たてやませいなのシネマコンシェル）にリニューアル。放送枠も毎週土曜日の午前中に移動するとともに、谷元時代と同じ趣旨で、舘山の冠番組として再スタートを切った。
なお、関西テレビでは2021年4月1日付で、橋本和花子をアナウンサーとして採用。「正式な入社と同時に番組をレギュラーで担当させる」という方針も踏襲されたが、『報道RUNNER』金曜日の生中継リポーター（谷元の後任）と『ウラマヨ』のアシスタント（産前産後休暇を取得した先輩アナウンサー・高橋真理恵の後任）へ起用したため、当番組には舘山が引き続き出演している。もっとも、舘山自身も高橋から『ロザンのクイズの神様』（事前収録による後枠番組で2021年1月から放送を開始）のアシスタントを引き継いだため、放送上は同年4月10日から2番組連続で登場している。

## 放送時間
- 2018年4月7日 - 2020年3月28日（『谷元星奈のシネマコンシェル』として放送）毎週土曜日14:57 - 15:00
- 2020年4月4日 - （『舘山聖奈のシネマコンシェル』として放送）毎週土曜日10:30 - 10:33（2021年10月2日まで） → 毎週土曜日10:25 - 10:30（2021年10月9日から）

## 出演者
担当期間中は関西テレビアナウンサー
- 谷元星奈（2018年4月7日 - 2020年3月28日）
- 舘山聖奈（2020年4月4日 -  ）

放送上の肩書は、番組のタイトルにちなんで「コンシェルジュ」。谷元・舘山とも、大学生時代にBS放送の学生キャスターを経験しているほか、名前を「せいな」と読ませる。